# Associazione Sportiva Volley Lube 1993-1994
Questa voce raccoglie le informazioni riguardanti l'Associazione Sportiva Volley Lube nelle competizioni ufficiali della stagione 1993-1994.

## Stagione
Al culmine di tre promozioni consecutive, nella stagione 1993-1994 la Lube è al debutto tra i professionisti. La squadra marchigiana, che per il palcoscenico della Serie A2 si trasferisce da Treia al capoluogo di provincia, Macerata, si rinforza col centrale jugoslavo Žarko Petrović e il martello russo Jurij Čerednik, quest'ultimo il primo «big» della storia biancorossa; i nuovi vanno a inserirsi in un'intelaiatura che vede confermato l'assoluto trascinatore della Lube di questi anni, lo schiacciatore argentino Oscar David Vizzari.
I neopromossi Cucinieri si approcciano positivamente al campionato di A2 chiudendo la regular season al terzo posto, alle spalle della vincitrice Olimpia Sant'Antioco, promossa direttamente in A1, e del Capurso Gioia, conquistando con quest'ultimo l'accesso agli spareggi interdivisionali, giocati sulla base di un girone all'italiana a quattro squadre, contro le due formazioni in bilico dalla massima serie, Galileo Giovolley e Falconara. Il susseguente girone viene vinto dai pugliesi i quali, stante la contemporanea riforma della A1 che dalla stagione seguente avrebbe visto ridursi da 14 a 12 i club partecipanti, sono gli unici a salire di categoria: per la Lube sfuma così la possibile quarta promozione consecutiva, rimanendo relegata in A2.
In Coppa Italia i biancorossi superano la Lazio al primo turno, per poi venire estromessi ai sedicesimi di finale dalla Daytona, futura vincitrice dell'edizione.

## Organigramma societario
Area direttiva
- Presidente onorario: Benito Raponi
- Presidente: Fabio Giulianelli
- Vicepresidente: Ernesto Raponi

Area organizzativa
- Segretario: Fabio Macedoni
- Direttore sportivo: Albino Massaccesi
- Dirigenti: Adelmo Gismondi, Maurizio Giustozzi, Claudio Leonardi, Giancarlo Verdini
- Dirigente accompagnatore: Mario Picchio

Area comunicazione
- Addetto stampa: Gian Luca Pascucci
- Responsabile relazioni esterne: Fabio Macedoni

Area tecnica
- Allenatore: Gianni Rosichini
- Allenatore in seconda: Paolo Niccolini
- Preparatore atletico: Paolo Niccolini

Area sanitaria
- Medico sociale: Sebastiano Rubera
- Massaggiatore: Alessandro Narducci

## Rosa
| N° | Nome                | Ruolo | Data di nascita  | Nazionalità sportiva |
| -- | ------------------- | ----- | ---------------- | -------------------- |
| 1  | Roberto Vagni       | S     | 23 maggio 1967   | Italia               |
| 2  | Žarko Petrović      | C     | 27 ottobre 1964  | Jugoslavia           |
| 3  | Paolo Giuliani      | P     | 2 maggio 1954    | Italia               |
| 4  | Alessio Gobbi       | U     | 2 febbraio 1959  | Italia               |
| 5  | Luca Milocco        | S     | 18 dicembre 1961 | Italia               |
| 6  | Alberto Miconi      | C     | 17 maggio 1970   | Italia               |
| 7  | Alberto Compagnucci | S     | 20 giugno 1968   | Italia               |
| 8  | Federico Domizioli  | P     | 24 luglio 1972   | Italia               |
| 9  | Oscar David Vizzari | S     | 23 febbraio 1970 | Argentina            |
| 10 | Cesar Partenio      | U     | 7 luglio 1963    | Argentina            |
| 15 | Jurij Čerednik      | S     | 24 giugno 1966   | Russia               |